# Czeriomuszki (Kraj Krasnojarski)
Czeriomuszki (ros. Черёмушки) – osiedle w Rosji, w Kraju Krasnojarskim, w rejonie bałachtińskim. W 2010 liczyło 585 mieszkańców.